# Lupanar (Pompeya)

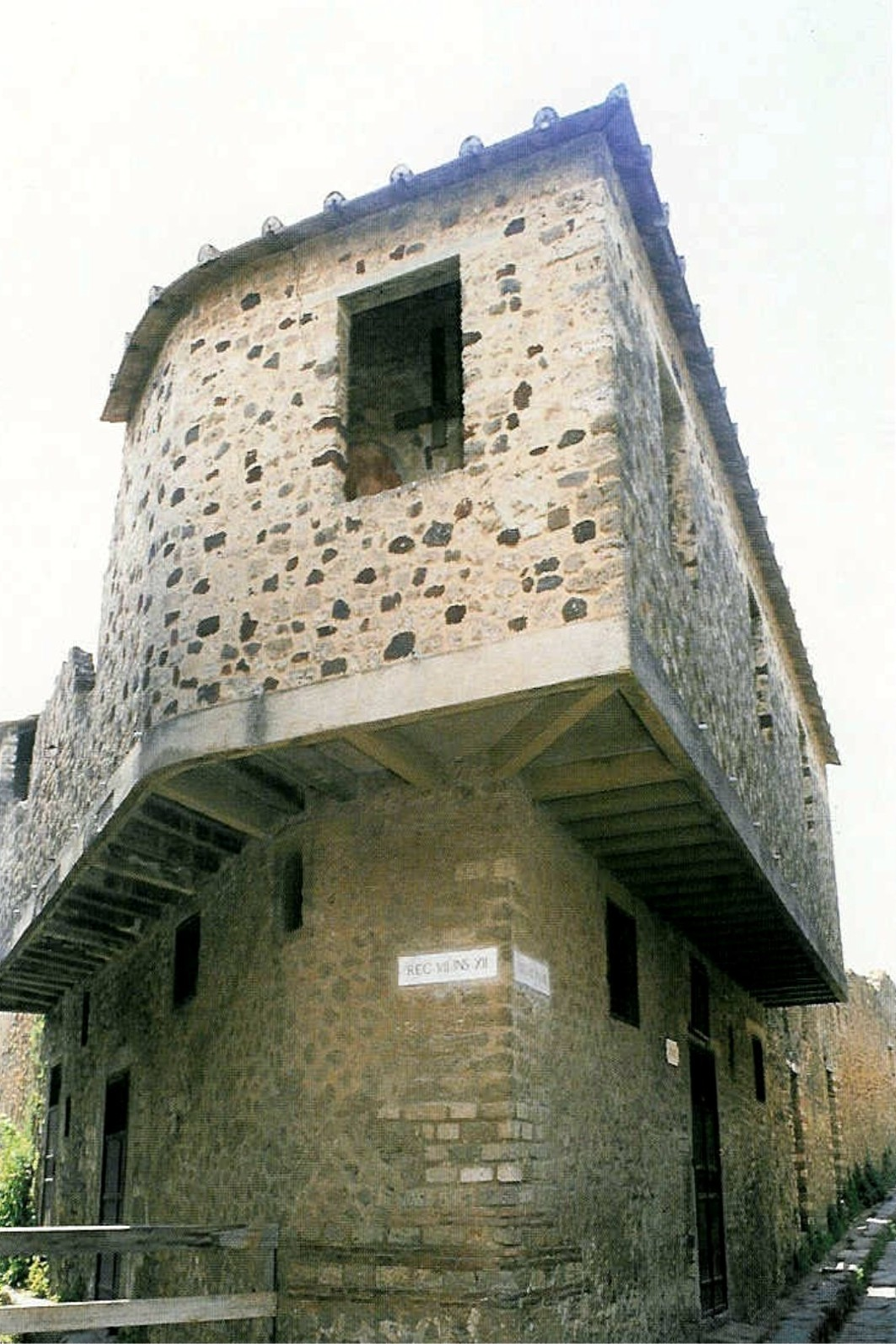
El Lupanar en VII, 12, 18–20. Vico del Lupanare está a la derecha. Vico del Balcone está a la izquierda.

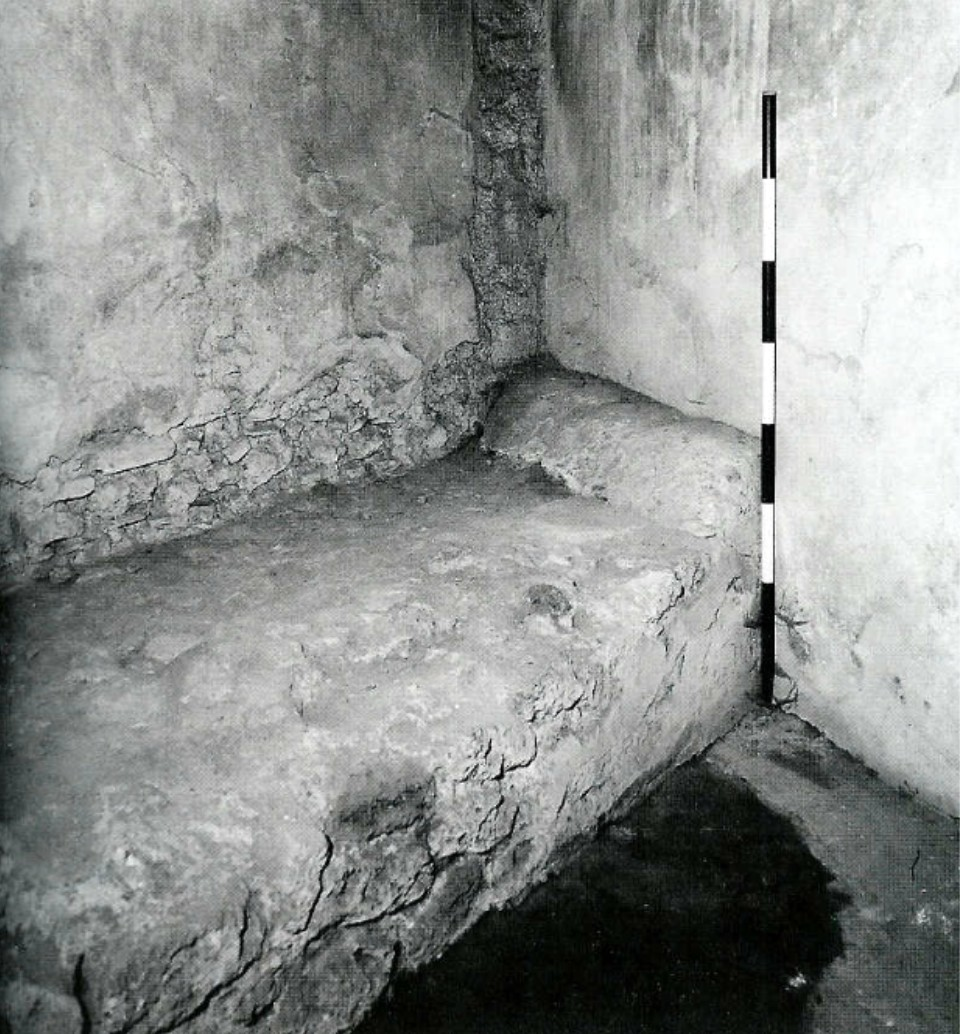
Una de las camas de piedra toscamente talladas en el lupanar.

El Lupanar de Pompeya (o cellae meretriciae) es el burdel más famoso de la ciudad romana de Pompeya. Es de particular interés por las pinturas eróticas (véase Arte erótico en Pompeya y Herculano #Los burdeles) en sus paredes. Lupanar era la palabra latina para "burdel". El lupanar de Pompeya también se conoce como "Lupanar Grande".

## Ubicación
El Lupanar (VII, 12, 18–20) se encuentra aproximadamente a dos cuadras al este del foro en la intersección de Vico del Lupanare y Vico del Balcone Pensile.

## Burdeles
La palabra romana para burdel era lupanar, que significa "guarida de lobas", ya que a la prostituta se la llamaba vulgarmente lupa ("loba"), debido a que la creencia popular romana la suponía una hembra promiscua.
Los primeros excavadores pompeyanos, guiados por la modestia estricta de la época, clasificaron rápidamente cualquier edificio que contenía pinturas eróticas como burdel. Usando esta métrica, Pompeya tendría 35 lupanares. Dada una población de unos diez mil habitantes en la Pompeya del siglo I d. C. esto arrojaría la cifra de un burdel por cada 286 personas o 71 varones adultos. El uso de un estándar más estricto para identificar burdeles  llevó luego a a una cifra más realista que incluye nueve establecimientos de una habitación y el Lupanar en VII, 12, 18–20.
Los burdeles durante este período eran típicamente pequeños, con solo unas pocas habitaciones. El Lupanar era el mayor de los burdeles encontrados en Pompeya, con 10 habitaciones. Al igual que otros burdeles, las habitaciones del Lupanar estaban amuebladas de forma sencilla. Un colchón sobre una plataforma de ladrillo servía como cama.

## Grafitis

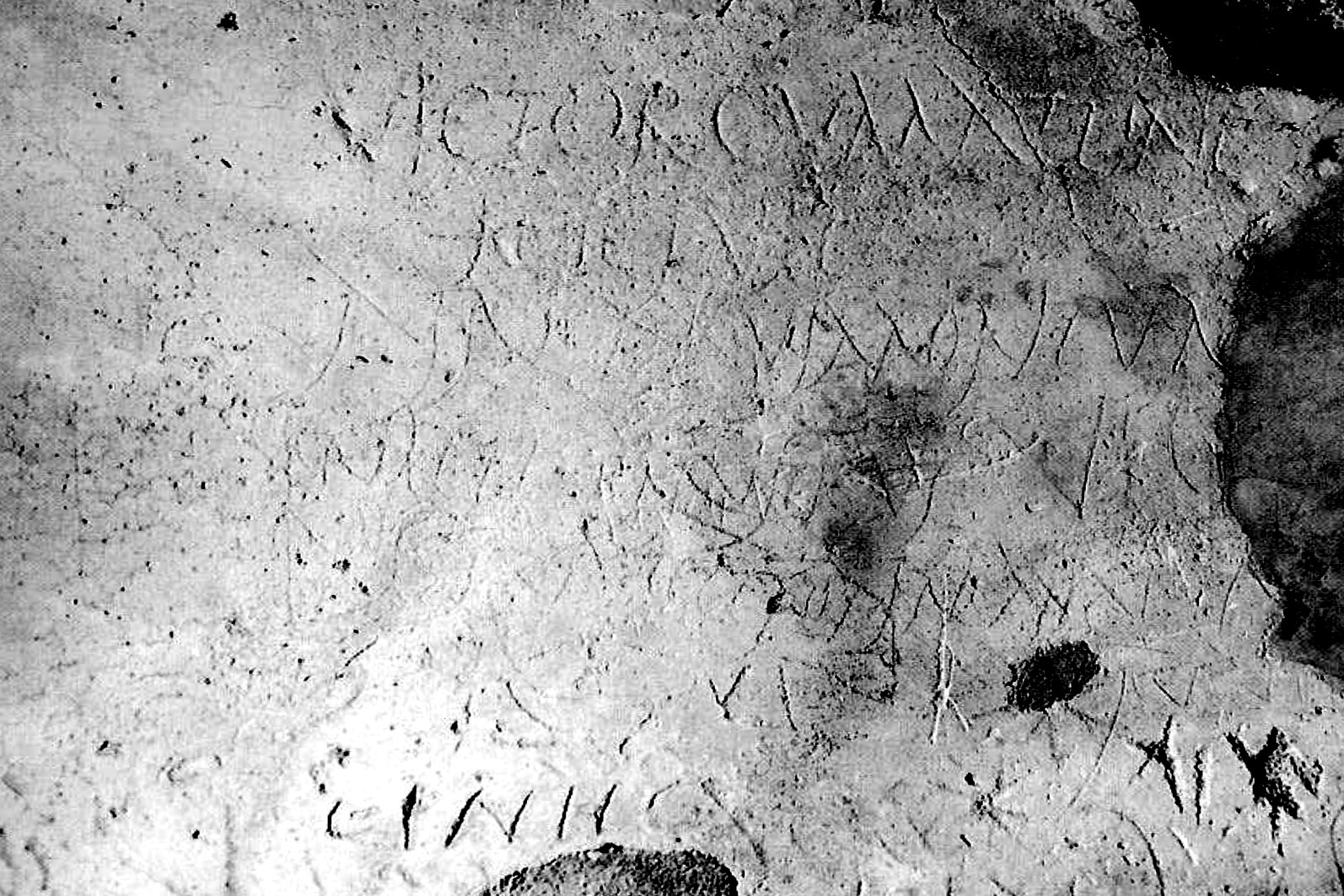
Grafiti dentro del Lupanar

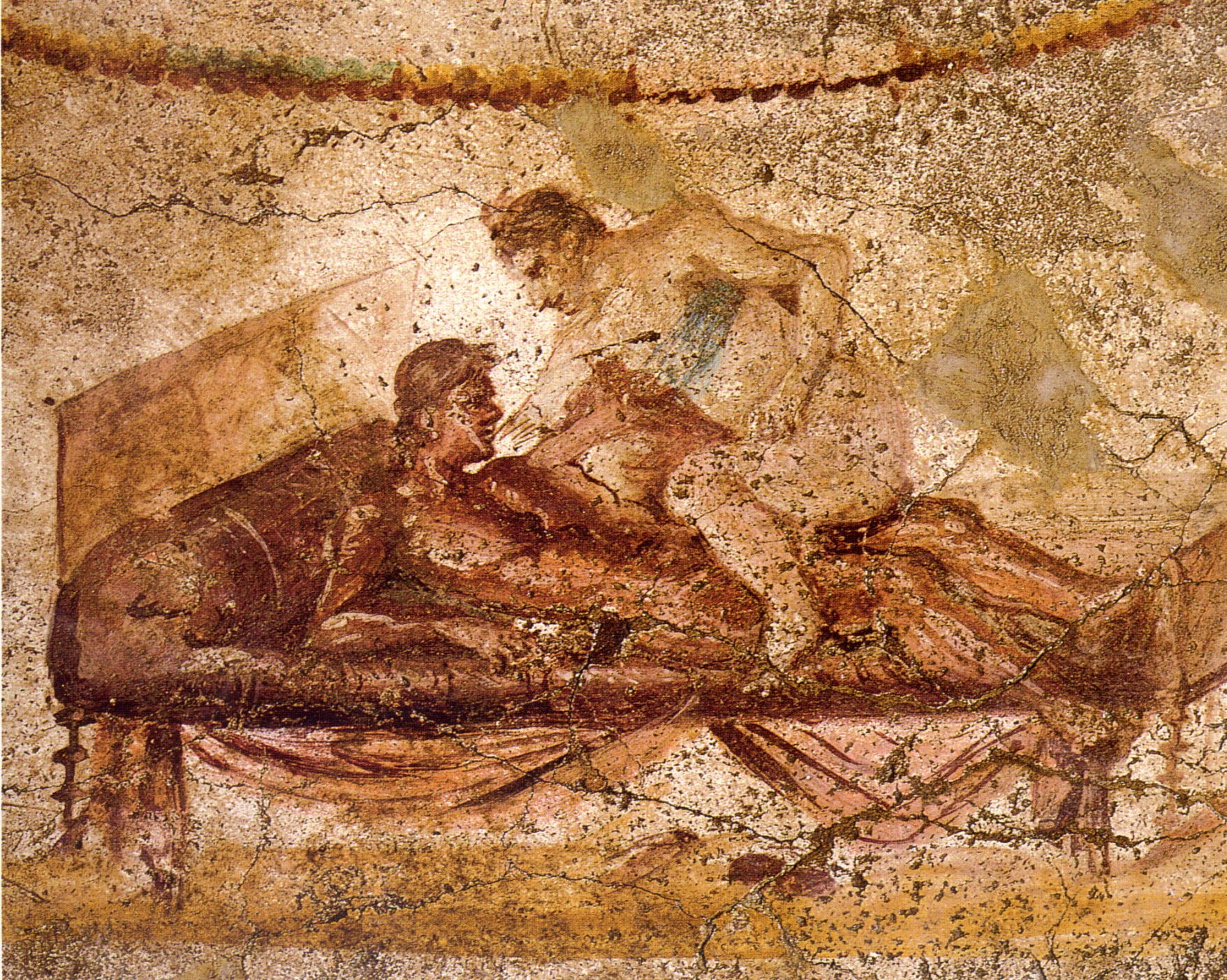
Escena sexual de una pintura mural en el Lupanar; la mujer usa el equivalente antiguo de un sostén

Se han transcrito 134 grafitis hallados en el Lupanar Grande de Pompeya. La presencia de estos grafitis sirvió como uno de los criterios para identificar el edificio como un burdel.
Ejemplos de grafitis escritos en las paredes del burdel incluyen:
- Hic ego puellas multas futui ("Aquí follé a muchas chicas").[7]
- Felix bene futuis ("Chico afortunado, follas bien"), el halago de una prostituta a su cliente.[8][9]

Otros ejemplos se pueden rastrear en otros lugares de Pompeya. Algunos de los grafitis cuentan historias, ya que varios autores responden al grafiti anterior en una especie de diálogo.
Los hombres acomodados generalmente no visitaban burdeles debido a la disponibilidad de amantes o esclavas en casa.